# 내서읍

내서읍

내서읍(內西邑)은 경상남도 창원시 마산회원구의 서부에 위치한 읍이다. 시내 외곽지역으로 택지지구가 조성되어 있어, 창원시의 읍·면 중에서 가장 인구가 많은 읍이다.

## 역사
- 1895년(고종 32년) 진주부 창원군 내서면
- 1896년(고종 33년) 경상남도 창원군 내서면
- 1910년 경상남도 마산부 내서면
- 1914년 4월 1일 경상남도 창원군 내서면 19개 리로 통폐합하였다.[1]

| 구 행정구역        | 신 행정구역        | 신 행정구역 |
| ------------------ | ------------------ | --- |
| 마산부 내서면 일원 | 창원군 내서면 일원 | 신감리, 감천리, 상곡리, 삼계리, 원계리, 용담리, 호계리, 두척리, 중리, 평성리, 회성리, 석전리, 합성리, 구암리, 양덕리, 산호리, 안성리 |
| 마산부 외서면 일부 | 창원군 내서면 일원 | 회원리, 교방리 |
- 1942년 10월 1일 교방리, 회원리, 산호리, 석전리, 양덕리를 마산부로 이관하였다.[2] (14법정리)
- 1973년 7월 1일 구암리, 합성리, 회성리, 두척리를 마산시로 이관하였다.[3] (10법정리)
- 1980년 4월 1일 창원군을 의창군으로 개칭하였다.[4]
- 1991년 1월 1일 의창군을 창원군으로 개칭하였다.[5]
- 1995년 1월 1일 창원군을 분할하여 내서면을 마산시 회원구로 이관하였다.[6]
- 1995년 3월 2일 내서읍으로 승격하였다.[7]
- 2001년 1월 1일 회원구를 폐지하였다.[8]
- 2010년 7월 1일 마산시 등을 창원시로 개편하여 내서읍을 신설 마산회원구로 이관하였다.[9][10]

1914년에 창원군 내서면으로 지정되었다가 1995년에 도농복합 행정구역 개편으로 내서읍으로 승격과 거의 같은 시기에 마산시로 편입되었다. 인근 함안군 칠서면 칠서공단으로의 접근이 편리한 점이 부각되어 1990년대 후반부터 택지지구 개발 사업이 진행되면서 현재 이 지역의 인구는 약 75,000명에 달하고 있다. 이러한 택지지구 개발 사업은 인근의 함안군 칠원면 일대에도 영향을 주었다. 도농통합 이후 2001년 1월 1일 구 폐지 직전까지는 회원구에 속해있었으며, 2010년 7월 1일 인근의 옛 창원시, 진해시와 통합한 새로운 창원시가 출범하면서 마산회원구의 하위 행정구역으로 포함되었다.

## 지리
사면이 대부분 산지이며, 읍내 또한 산지를 끼고 형성되어 있다. 서쪽으로는 함안군 산인면에, 북쪽으로는 함안군 칠원읍에, 동쪽으로는 회성동, 남쪽으로는 현동과 접하고 있다.

## 행정 구역
- 감천리(甘泉里)
- 삼계리(三溪里)
- 상곡리(上谷里)
- 신감리(新甘里)
- 안성리(安城里)
- 용담리(龍潭里)
- 원계리(元溪里)
- 중리(中里)
- 평성리(平城里)
- 호계리(虎溪里)

## 아파트
| 단지명                     | 건설사                | 시행사       | 주소              | 입주        | 비고                             |
| -------------------------- | --------------------- | ------------ | ----------------- | ----------- | -------------------------------- |
| 삼계 더푸른                | ㈜동성종합건설 ㈜한양 | 대한주택공사 | 삼계10길 22       | 1998년 6월  | '삼계주공 1단지'에서 단지명 변경 |
| 삼계주공 2단지             | 금광기업㈜            | 대한주택공사 | 삼계2길 24        | 1998년 6월  | 국민임대                         |
| 숲속마을 3단지 주공        | ㈜세창                | 대한주택공사 | 삼계본동1길 86    | 2001년 7월  |                                  |
| 숲속마을 4단지 주공        | 영남건설㈜ 코오롱건설 | 대한주택공사 | 숲속로 8          | 2002년 11월 |                                  |
| 숲속마을 5단지 주공        | 금강기업㈜ ㈜흥한건설 | 대한주택공사 | 숲속로 30         | 2001년 10월 |                                  |
| 숲속마을 6단지 주공        | 코오롱건설            | 대한주택공사 | 숲속로 27         | 2002년 3월  |                                  |
| 삼계대동(34)               | ㈜대동주택            | ㈜대동주택   | 삼계5길 30        | 1998년 6월  |                                  |
| 삼계대동(37)               | ㈜대동주택            | 경남개발공사 | 삼계2길 31        | 1999년 5월  |                                  |
| 원계 대동다숲              | ㈜대동이엔씨          | ㈜대동주택   | 광려천남로 267    | 2006년 6월  |                                  |
| 삼계대동 이미지타운        | ㈜대동                | ㈜대동       | 광려로 28 (1단지) | 2003년 12월 |                                  |
| 삼계대동 이미지타운        | ㈜대동                | ㈜대동       | 광려로 29 (2단지) | 2003년 12월 |                                  |
| 광려천 한일유앤아이 오르젠 | ㈜한일건설            | ㈜GC         | 광려천남로 245    | 2005년 7월  |                                  |

## 교통

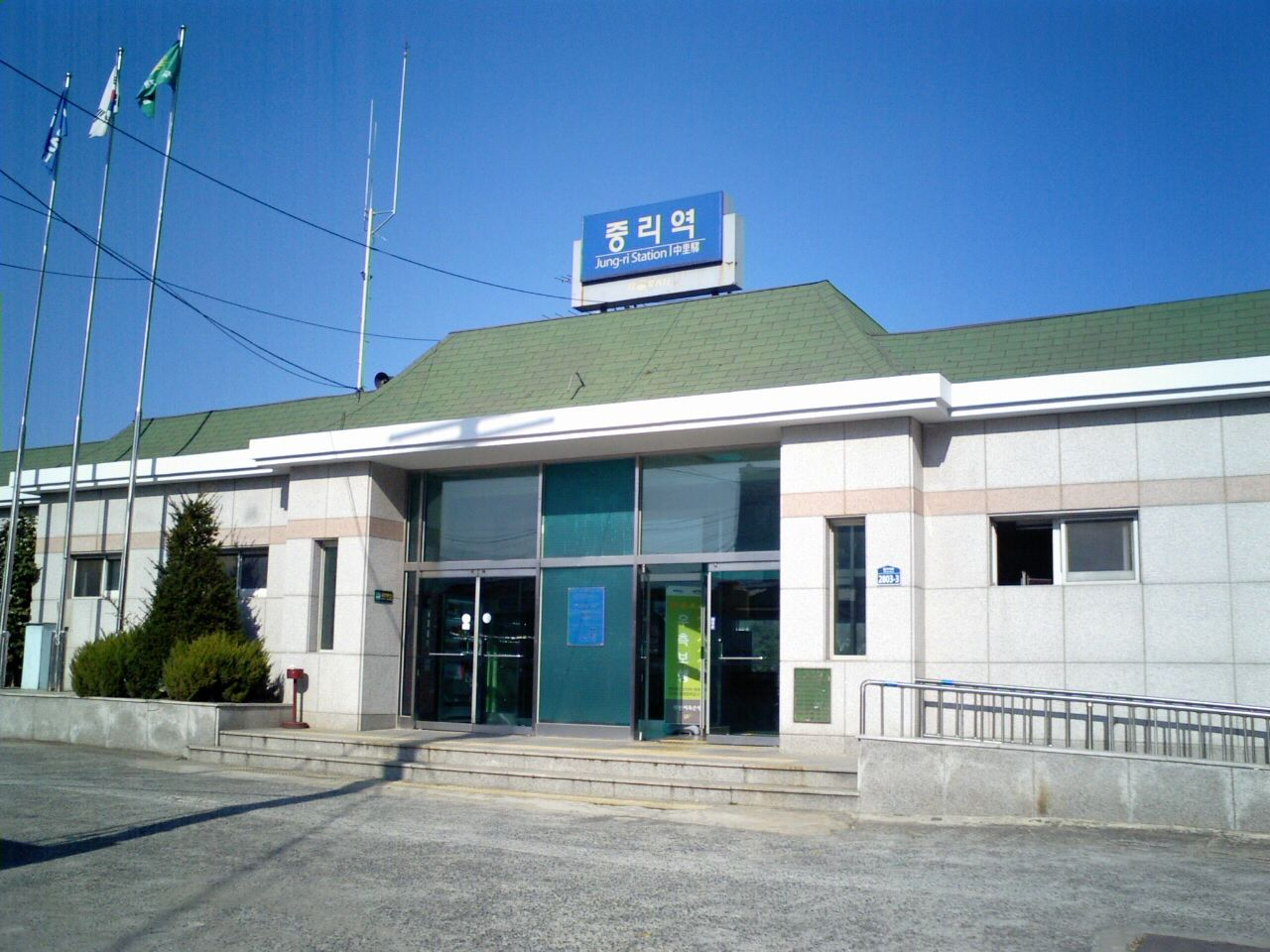
중리역

내서읍 내를 중심으로 하여, 사방으로 공단지역(함안군 칠서면), 상업지역(마산시내)이 연계되어 있어 주거지역이 들어서기 알맞은 조건을 지니고 있다.

### 고속 도로
인구가 급격히 증가하면서 고속도로 나들목을 신설해달라는 민원을 계기로, 2004년에 남해고속도로제1지선과 중부내륙고속도로가 만나는 내서 분기점에 읍내 방향으로 나들목을 추가 설치하였다. 당시 나들목 건설 비용을 회수하기 위해 900원의 별도의 통행료를 징수하고 있다.

### 일반 도로
시내방면으로 진출하여 북성로에 접속, 창원시가지 일대로 접근 할 수 있으며, 또한 함안군 칠원면으로 접근 할 수 있다. 그리고 국도 제5호선의 쌀재터널을 통해 진해구, 진동면, 진주시 등으로 접근 할 수 있다. 또한 지방도 제1004호선을 통해 함안군 가야읍내로 접근 할 수 있다.

### 철도
내서읍 중심에 경전선 중리역이 자리잡고 있어, 순천, 진주, 창원, 부전으로 접근 할 수 있다. 서울, 동대구 방면으로 가는 열차도 운행하나, 편도 1편에 불과하다.

### 버스
창원시내버스 가운데 110번대 간선버스 노선과 250번대 창원시의 마산지역 시내 지선버스 노선 모두 내서읍을 시종착으로 하고 있어, 버스 운행이 읍면지역 가운데 가장 잦다. 또한 함안군 농어촌버스를 통해 함안군 가야읍이나 칠원읍 등지로 접근 할 수 있다. 그 외 간이 고속버스정류장이 마련되어 있으며 남지나 의령군 등의 방향으로 운행하는 시외버스도 운행한다.

## 교육
택지지구 사업으로 인해 대부분 1990년대 이후로 건설되거나 대대적으로 재정비된 교육시설이 많이 분포하고 있다.

### 대학
- 마산대학교

### 고등학교
- 마산제일고등학교
- 내서여자고등학교

### 중학교
- 내서중학교
- 삼계중학교
- 호계중학교
- 광려중학교

### 초등학교
| - 중리초등학교 - 전안초등학교 | - 상일초등학교 - 삼계초등학교 | - 호계초등학교 - 안계초등학교 | - 광려초등학교 | - 감천초등학교 |